# Batuan (Bohol)
Batuan ist eine philippinische Stadtgemeinde in der Provinz Bohol. Sie hat 12.767 Einwohner (Zensus 1. August 2015).

## Baranggays
Batuan ist politisch in 15 Baranggays gegliedert.
- Aloja
- Cabacnitan
- Cambacay
- Cantigdas
- Garcia
- Janlud
- Poblacion Norte
- Poblacion Sur
- Poblacion Vieja (Longsudaan, Sawang Daan)
- Quezon
- Quirino
- Rizal
- Rosariohan
- Behind The Clouds (San Jose)
- Santa Cruz

|  |  |